# Recovery HD
 (août 2012).
Si vous disposez d'ouvrages ou d'articles de référence ou si vous connaissez des sites web de qualité traitant du thème abordé ici, merci de compléter l'article en donnant les références utiles à sa vérifiabilité et en les liant à la section « Notes et références ».
Recovery HD est une partition de restauration apparue pour la première fois dans Mac OS X 10.7 Lion. Cette partition remplace le CD-ROM de réinstallation de Mac OS X.
En démarrant sur cette partition, il est possible de :
- restaurer votre système à partir d'une sauvegarde Time Machine ;
- réinstaller macOS (le système sera téléchargé) ;
- utiliser le navigateur Safari afin d'obtenir de l'aide en ligne (parcourir l'assistance d'Apple par exemple) ;
- formater et réparer le disque dur avec l'utilitaire de disque.
- ouvrir le Terminal.